# Телескоп Ейнштейна
Телескоп Ейнштейна або обсерваторія Ейнштейна (англ. Einstein Telescope) — майбутній наземний детектор гравітаційних хвиль, який зараз розробляють деякі наукові організації Європейського Союзу. Він призначений для точного вимірювання гравітаційних хвиль і перевірки загальної теорії відносності в умовах сильних гравітаційних полів. Проєкт фінансує Європейська Комісія в межах Рамкової програми 7 (FP7).

## Мотивація
В останні роки детектори гравітаційних хвиль Virgo та LIGO досягли значних успіхів у виявленні гравітаційних хвиль. як детекторів другого покоління, добре визначена. У 2015 році LIGO виявив першу гравітаційну хвилю GW150914. Пізніше до експерименту приєднався Virgo, і GW170814 стала першою гравітаційною хвилею, зафіксованою LIGO та Virgo одночасно. Невдовзі виявили першу гравітаційну хвилю від злиття подвійної нейтронної зорі GW170817. LIGO та Virgo продовжують вдосконалювати й підвищувати їхню чутливість. Однак чутливість, необхідна для перевірки теорії гравітації Ейнштейна в умовах сильного поля, перевищує очікувані можливості цих детекторів навіть після їх подальших оновлень. Основні обмеження викликані сейсмічним шумом, пов'язаним шумом гравітаційного градієнта (так званим ньютонівським шумом) і тепловим шумом останнього ступеня підвіски та тестових мас.
Щоб обійти ці обмеження, необхідно нове обладнання: підземний майданчик для детектора, щоб обмежити вплив сейсмічного шуму, і кріогенне обладнання для охолодження дзеркал, щоб зменшити теплову вібрацію тестових мас.

## Учасники
Телескоп Ейнштейна підтримує Європейська Комісія в межах Рамкової програми 7 (FP7). Він був запропонований 8 провідними європейськими установами з великим досвідом в експериментальному дослідженні гравітаційних хвиль, координованих Європейською гравітаційною обсерваторією:
- Європейська гравітаційна обсерваторія[en]
- Національний інститут ядерної фізики
- Інститут гравітаційної фізики Макса Планка
- Національний центр наукових досліджень
- Бірмінгемський університет
- Університет Глазго
- Ніхеф[en]
- Кардіффський університет

Над проєктом працюють 4 технічні робочі групи, кожна з яких вирішує своє коло питань: розташування та характеристики місця (WP1), конструкція та технології підвісу (WP2), топологія та геометрія детектора (WP3), вимоги до можливостей детектора й астрофізичний потенціал (WP4).

## Поточна конструкція
Хоча проєкт все ще знаходиться на ранній стадії розробки, основні параметри майбутнього телескопа вже встановлені.
Як і KAGRA, він буде розташований під землею, щоб зменшити шум від сейсмічних процесів і від рухомих об'єктів поблизу.
Довжина плеч становитиме 10 км (для порівняння, у для LIGO 4 км, у Virgo і KAGRA 3 км). Як і у LISA, буде три плеча у формі рівностороннього трикутника з двома детекторами в кожному куті.
Кожен детектор складатиметься з двох інтерферометрів, одного оптимізованого для роботи на частотах нижче 30 Гц і одного оптимізованого для роботи на вищих частотах.
Низькочастотні інтерферометри (від 1 до 250 Гц) використовуватимуть оптику, охолоджену до 10 К з потужністю променя близько 18 кВт у кожному плечі. Високочастотні (від 10 Гц до 10 кГц) працюватимуть за кімнатної температури та використовуватимуть набагато вищу потужність променя 3 МВт.

## ETpathfinder
Прототип під назвою ETpathfinder побудували в кампусі Рендвік Маастрихтського університету в Нідерландах. Його відкрив у листопаді 2021 року міністерка освіти, культури та науки Нідерландів Інгрід ван Енгельсховен. Після завершення Телескопа Ейнштейна ETpathfinder стане окремим дослідницьким центром. Вибір місця розміщення Телескопа Ейнштейна ведуть між єврорегіоном Маас-Рейн, Сардинією та Саксонією.
Єврорегіон Маас-Рейн, зокрема сільська місцевість між Маастрихтом, Льєжем і Аахеном, запропонували як одне з можливих місць для телескопа у 2015 році. Цей регіон має стабільну сейсмологію, а також має мережу наукових закладів і компаній, що забезпечить дослідникам зручні умови роботи. Трикутний телескоп пропонують розташувати на глибині від 250 до 300 метрів під землею, з ліфтами у вершинах трикутника. В цьому районі проводять розвідувальне буріння та інші підготовчі роботи.
Уряд Італії та нобелівський лауреат Джорджіо Парізі підтримують інше запропоноване місце розташування телескопа, Сос Енаттос на Сардинії. Це місце має такі переваги, як надзвичайно низька сейсмічна активність, наявність підземної шахти для розміщення телескопа, достатня для будівництва великих підземних споруд міцність і стійкість гірської породи. Очікується, що будівництво Обсерваторії Ейнштейна сильно сприятиме росту зайнятості та фінансової активності в регіоні. У січні 2021 року на цьому місці провели сейсмологічні дослідження та встановили 15 сейсмометричних станцій.